# Xerós
Xerós är ett periodiskt vattendrag i Cypern.   Det ligger i distriktet Eparchía Páfou, i den sydvästra delen av landet, 90 km sydväst om huvudstaden Nicosia. Xerós ligger på ön Cypern.